# مرکان برول
شهر مرکان برول (به فرانسوی: مرکان برول) در شهرستان نور (فرانسه) در ناحیه شمال کاله با جمعیت ۳۸٬۹۳۹ نفر در کشور فرانسه واقع شده‌است